# Markellinos (Biograph)

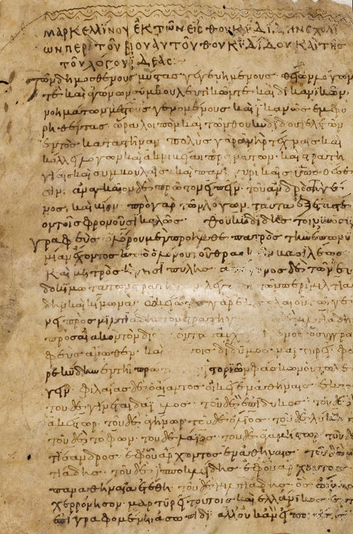
Codex Palatinus Graecus 252, folio 1 recto: Markellinos’ Leben des Thukydides

Unter dem Namen Markellinos (altgriechisch Μαρκελλῖνος, latinisiert oft Marcellinus) ist der spätantike Verfasser einer ausführlichen Lebensbeschreibung des griechischen Geschichtsschreibers Thukydides bekannt.
Die in griechischer Sprache verfasste Schrift ist, von weiteren Abschriften abgesehen, in zwei maßgeblichen  Handschriften erhalten: 1. dem Codex Palatinus Graecus 252 aus dem 1. Viertel des 10. Jahrhunderts, der als Handschrift E in die kritische Edition des Thukydides Eingang gefunden hat; 2. im Guelferbytanus Gudianus Graecus 35 aus dem 13. Jahrhundert, als Gu Teil der kritischen Thukydides-Ausgaben.
Der Palatinus bietet als Überschrift Μαρκελλίνου ἐκ τῶν εἰς Θουκυδίδην σχολίων περὶ τοῦ βίου αὐτοῦ Θουκυδίδου καἰ τῆς τοῦ λόγου ἰδέας („Des Markellinos aus den Scholien zu Thukydides [zusammengestellte Schrift] über das Leben des Thukydides und die Form [seiner] Reden“). Als Verfasser der Thukydides-Vita kennt auch die Suda, ein byzantinisches Lexikon des späten 10. Jahrhunderts, Markellinos. Der Schrift zufolge schloss die Vita des Thukydides an eine zuvor beendete Abhandlung über Demosthenes an und diente als Einführung in die Schriften des Thukydides. Der Verfasser oder Redaktor griff hierbei auf zahlreiche gute, ältere Quellen zurück, die ihm wohl durch Didymos Chalkenteros zur Kenntnis gelangt waren. Zu den offensichtlich nur sekundär verarbeiteten Quellen zählen Hellanikos von Lesbos, Herodot, Kratippos von Athen,  die Atthidographen Androtion und Philochoros, außerdem Hermippos und Polemon von Ilion.
Die Schrift ist in 58 Paragraphen gegliedert, die sich zu mindestens drei übergreifenden Abschnitten zusammenfassen lassen. Nach dem einführenden ersten Paragraphen sind dies die Paragraphen 2–44, 45–53 und 54–58. Jeder Abschnitt wird mit biographischen Notizen eingeleitet, um dann in eine Stilanalyse überzugehen. In trockener, nüchterner Weise wird vornehmlich unter rhetorischen Gesichtspunkten das Werk des Thukydides beurteilt, wird festgehalten, wo er Homer, wo Pindar oder die Sophisten zum Vorbild nahm. Die Verbindungen der Teile scheinen dabei nur lose durch Markellinos oder einen Endredaktor verknüpft worden zu sein.
Die auch von Johannes Tzetzes mit Scholien versehene Vita entstand wohl in der ersten Hälfte des 5. Jahrhunderts. Möglicherweise ist der Verfasser mit dem Rhetor Markellinos, einem Kommentator des Hermogenes von Tarsos, identisch.

## Ausgaben
- Μαρκελλίνου ἐκ τῶν εἰς Θουκυδίδην σχολίων περὶ τοῦ βίου αὐτοῦ Θουκυδίδου καἰ τῆς τοῦ λόγου ἰδέας (Digitalisat des Palatinus Graecus 252).
- Friedrich Haase: Thucydidis historia belli Peloponnesiaci cum nova translatione latina. Paris 1855 (Digitalisat).
- Timothy Burns: Marcellinus’ Life of Thucydides, translated, with an introductory essay. In: Interpretation. Band 38, 2010, S. 3–25 (PDF).
- Pseudo-Plutarch: Leben der zehn Redner / Markellinos: Leben des Thukydides. Eingeleitet, übersetzt und kommentiert von Alexander Düren und Wolfgang Will (= Bibliothek der griechischen Literatur. Band 82). Anton Hiersemann, Stuttgart 2017, ISBN 978-3-7772-1708-6.